# Astéroïde Apollon
«  Astéroïde Apollo » redirige ici. Pour les autres significations, voir Apollo.
Pour les articles homonymes, voir Apollon (homonymie).

Trajectoire des différents types d'astéroïdes géocroiseurs : Apollon et Aton. Les astéroïdes Amor ne font que frôler l'orbite terrestre dessinée en bleu sur le schéma.

Les astéroïdes Apollon sont une famille d'astéroïdes géocroiseurs. Elle tire son nom d'(1862) Apollon, le premier de cette famille à avoir été découvert. Les astéroïdes sont classés dans cette famille si leur demi-grand axe est strictement supérieur à 1 ua et leur périhélie inférieur à 1,017 ua.
On connaît actuellement (1er novembre 2023) 18 874 astéroïdes Apollon dont 1 571 sont numérotés et 69 nommés.

## Caractéristique de l'orbite
Un astéroïde de la classe Apollon a une orbite dont le demi-grand axe est plus grand que celui de la Terre, et le périhélie inférieur à l'aphélie de la Terre. Autrement dit, son orbite est plus grande que celle de la Terre mais avec une excentricité qui lui permet de croiser celle de la Terre.

## Liste
Voici une liste de quelques Apollon, dont tous les nommés (mars 2021) :
| Nom                      | Diamètre ou dimensions (km) | Distance moyenne au Soleil (UA) | Découverte        | Découvreur                                             |
| ------------------------ | --------------------------- | ------------------------------- | ----------------- | ------------------------------------------------------ |
| (1566) Icare             | 0,9                         | 1,0779                          | 27 juin 1949      | Walter Baade                                           |
| (1620) Géographos        | 5 × 2 × 1,5                 | 1,2455                          | 14 septembre 1951 | A. G. Wilson, R. Minkowski                             |
| (1685) Toro              | 3                           | 1,361                           | 17 juillet 1948   | Carl A. Wirtanen                                       |
| (1862) Apollon           | 1                           | 1,486                           | 24 avril 1932     | Karl Wilhelm Reinmuth                                  |
| (1863) Antinoüs          | 1,8                         | 2,260                           | 7 mars 1948       | Carl A. Wirtanen                                       |
| (1864) Dédale            | 3,7                         | 1,461                           | 24 mars 1971      | Tom Gehrels                                            |
| (1865) Cerbère           | 1                           | 1,080                           | 26 octobre 1971   | Luboš Kohoutek                                         |
| (1866) Sisyphe           | 8,2                         | 1,894                           | 8 décembre 1972   | Paul Wild                                              |
| (1981) Midas             | 3                           | 1,776                           | 6 mars 1973       | Charles T. Kowal                                       |
| (2063) Bacchus           | 1,1 × 2,6                   | 1,080                           | 24 avril 1977     | Charles T. Kowal                                       |
| (2101) Adonis            | 0,5 × 1,2                   | 1,8736                          | 12 février 1936   | Eugène Delporte                                        |
| (2102) Tantale           | 3,3                         | 1,28996                         | 27 décembre 1975  | Charles T. Kowal                                       |
| (2135) Aristée           | 0,8 - 1,8                   | 1,600                           | 17 avril 1977     | Schelte J. Bus, Eleanor F. Helin                       |
| (2201) Oljato            | 1,8                         | 2,172                           | 17 décembre 1947  | H. L. Giclas                                           |
| (2212) Héphaïstos        | 5,7                         | 2,167                           | 27 septembre 1978 | L. I. Chernykh                                         |
| (2329) Orthos            | 4,0 - 8,9                   | 2,405                           | 19 novembre 1976  | Hans-Emil Schuster                                     |
| (3103) Eger              | 1,5                         | 1,405                           | 20 janvier 1982   | Miklós Lovas                                           |
| (3200) Phaéton           | 6,9                         | 1,2714                          | 11 octobre 1983   | IRAS                                                   |
| (3360) Syrinx            | 1,8                         | 2,468                           | 4 novembre 1981   | Eleanor F. Helin, Roy Scott Dunbar                     |
| (3361) Orphée            | 0,5                         | 1,209                           | 24 avril 1982     | Carlos Torres                                          |
| (3752) Camillo           | 2,7                         | 1,413                           | 15 août 1995      | Eleanor F. Helin, Maria Barucci                        |
| (3838) Épona             | 2,9                         | 1,505                           | 27 novembre 1986  | Alain Maury                                            |
| (4015) Wilson-Harrington | 3,46                        | 1,06325                         | 15 novembre 1979  | Eleanor F. Helin                                       |
| (4034) Vishnu            | 0,8                         | 1,0596                          | 2 août 1986       | Eleanor F. Helin                                       |
| (4179) Toutatis          | 4,5 × 2,4 × 1,9             | 2,532                           | 4 janvier 1989    | Christian Pollas                                       |
| (4183) Cuno              | 4,5                         | 1,981                           | 5 juin 1959       | Cuno Hoffmeister                                       |
| (4197) Morphée           | 1,7                         | 2,300                           | 11 octobre 1982   | Eleanor F. Helin, E. M. Shoemaker                      |
| (4257) Ubasti            | 2,1 - 4,7                   | 1,647                           | 23 août 1987      | Jean Mueller                                           |
| (4341) Poséidon          | 2,5                         | 1,836                           | 29 mai 1987       | C. S. Shoemaker                                        |
| (4450) Pan               | 1,1 - 2,4                   | 1,442                           | 25 septembre 1987 | C. S. Shoemaker, E. M. Shoemaker                       |
| (4486) Mithra            | 2,3 - 5,1                   | 2,204                           | 22 septembre 1987 | Eric Elst, V. G. Shkodrov                              |
| (4544) Xanthos           | 1,1 - 2,6                   | 1,042                           | 31 mars 1989      | H. E. Holt, N. G. Thomas                               |
| (4581) Asclépios         | 0,3                         | 1,022                           | 31 mars 1989      | H. E. Holt, N. G. Thomas                               |
| (4660) Nérée             | 1                           | 1,489                           | 28 février 1982   | Eleanor F. Helin                                       |
| (4769) Castalie          | 1,8 × 0,8                   | 1,06325                         | 9 août 1989       | Eleanor F. Helin                                       |
| (4953) 1990 MU           | 2,8                         | 1,621                           | 23 juin 1990      | R. H. McNaught                                         |
| (5011) Ptah              | 1,1 - 2,6                   | 1,635                           | 24 septembre 1960 | Tom Gehrels                                            |
| (5143) Héraclès          | 5                           | 1,833                           | 7 novembre 1991   | C. S. Shoemaker                                        |
| (5731) Zeus              | 2,2 - 4,9                   | 2,262                           | 4 novembre 1988   | C. S. Shoemaker, E. M. Shoemaker                       |
| (5786) Talos             | 1,2 - 2,7                   | 1,082                           | 3 septembre 1991  | R. H. McNaught                                         |
| (6063) Jason             | 1,4                         | 2,220                           | 27 mai 1984       | C. S. Shoemaker, E. M. Shoemaker                       |
| (6239) Minos             | 0,8 - 1,8                   | 1,152                           | 31 mars 1989      | C. S. Shoemaker, E. M. Shoemaker                       |
| (6489) Golevka           | 0,35 × 0,25 × 0,25          | 2,4981                          | 10 mai 1991       | Eleanor F. Helin                                       |
| (7092) Cadmos            | 4,5                         | 2,526                           | 4 juin 1992       | C. S. Shoemaker, E. M. Shoemaker                       |
| (9162) Kwiila            | 1,2                         | 1,496                           | 29 juillet 1987   | Jean Mueller                                           |
| (10563) Izhdubar         | 1,2                         | 1,007                           | 19 novembre 1993  | C. S. Shoemaker, E. M. Shoemaker                       |
| (11066) Sigurd           | 3,2                         | 1,392                           | 9 février 1992    | C. S. Shoemaker, E. M. Shoemaker                       |
| (11311) Pélée            | 1,6                         | 2,117                           | 10 décembre 1993  | C. S. Shoemaker, E. M. Shoemaker                       |
| (11500) Tomaiyowit       | 0,7                         | 1,080                           | 28 octobre 1989   | Jean Mueller                                           |
| (11885) Summanus         | 0,6 - 1,3                   | 1,704                           | 25 septembre 1990 | Spacewatch                                             |
| (12711) Tukmit           | 2,1                         | 1,186                           | 19 janvier 1991   | Jean Mueller                                           |
| (12923) Zéphyr           | 2,1                         | 1,962                           | 11 avril 1999     | LONEOS                                                 |
| (14827) Hypnos           | 0,9 - 1,2                   | 2,864                           | 5 mai 1986        | C. S. Shoemaker, E. M. Shoemaker                       |
| (24761) Ahau             | 1,0 - 2,2                   | 1,335                           | 28 janvier 1993   | C. S. Shoemaker, E. M. Shoemaker                       |
| (25143) Itokawa          | 0,548 × 0,312 × 0,276       | 1,32295                         | 26 septembre 1998 | LINEAR                                                 |
| (29075) 1950 DA          | 1,1                         | 1,699                           | 22 février 1950   | Carl A. Wirtanen                                       |
| (35396) 1997 XF11        | 1,3 - 2,8                   | 1,443                           | 6 décembre 1997   | Spacewatch                                             |
| (37655) Illapa           | 0,9 - 1,9                   | 1,478                           | 1er août 1994     | C. S. Shoemaker, E. M. Shoemaker                       |
| (38086) Beowulf          | 1,0 - 2,2                   | 1,420                           | 5 mai 1999        | LONEOS                                                 |
| (53550) 2000 BF19        | 0,5 - 1,0                   | 1,495                           | 28 janvier 2000   | Spacewatch                                             |
| (54509) YORP             | 0,11                        | 1,005                           | 3 août 2000       | LINEAR                                                 |
| (65803) Didymos          | 0,6 - 1,4                   | 1,645                           | 11 avril 1996     | Spacewatch                                             |
| (69230) Hermès           | 1,2                         | 1,655                           | 28 octobre 1937   | Karl Wilhelm Reinmuth                                  |
| (85585) Mjolnir          | 0,14 - 0,32                 | 1,298                           | 21 mars 1998      | Roy A. Tucker                                          |
| (89959) 2002 NT7         | 1,6 - 3,5                   | 1,735                           | 9 juillet 2002    | LINEAR                                                 |
| (101955) Bénou           | 0,5                         | 1,126                           | 11 septembre 1999 | LINEAR                                                 |
| (136795) Tatsunokingo    | 1,0                         | 1,746                           | 16 janvier 1997   | T. Hasegawa                                            |
| (137052) Tjelvar         | 1,0                         | 1,248                           | 15 novembre 1998  | C.-I. Lagerkvist                                       |
| (137108) 1999 AN10       | 0,8 - 1,8                   | 1,458                           | 13 janvier 1999   | LINEAR                                                 |
| (143649) 2003 QQ47       | 1,0 - 2,3                   | 1,085                           | 24 août 2003      | LINEAR                                                 |
| (144898) 2004 VD17       | 0,32                        | 1,508                           | 7 novembre 2004   | LINEAR                                                 |
| (161989) Cacus           | 0,6 - 1,9                   | 1,123                           | 8 février 1978    | Hans-Emil Schuster                                     |
| (162173) Ryugu           | 0,98                        | 1,189                           | 10 mai 1999       | LINEAR                                                 |
| (217628) Lug             | 1,4                         | 2,551                           | 17 avril 1990     | A. Mrkos                                               |
| (276033) 2002 AJ129      | ?                           | 1,370                           | 15 janvier 2002   | NEAT                                                   |
| (306367) Nout            | 2,2 - 4,9                   | 2,532                           | 22 octobre 1960   | C. J. van Houten, I. van Houten-Groeneveld, T. Gehrels |
| (314082) Dryope          | 1,0 - 2,1                   | 2,235                           | 6 février 2005    | Eric Elst, H. Debehogne                                |
| (343158) Marsyas         | 1,4 - 3,2                   | 2,527                           | 29 avril 2009     | CSS                                                    |
| (357439) 2004 BL86       | 0,325                       | 1,502                           | 30 janvier 2004   | LINEAR                                                 |
| (417634) 2006 XG1        | 0,42                        | 2,457                           | 11 décembre 2006  | CSS                                                    |
| (428694) Saule           | 0,6                         | 1,60                            | 29 juillet 2008   | Kazimieras Černis et Ilgmārs Eglītis                   |
| (469219) Kamoʻoalewa     | 0,03 - 0,1                  | 1,001                           | 27 avril 2016     | Pan-STARRS 1                                           |
| (471926) Jörmungandr     | ?                           | 1,466                           | 28 mai 2013       | Jost Jahn                                              |

### Quelques astéroïdes Apollon non numérotés
- 2006 QV89
- 2008 HJ
- 2009 BD81
- 2010 WC9
- 2018 CB
- 2019 NK1
- 2019 OK
- 2019 VA
- 2019 TK5